# Büyükçekmece
Büyükçekmece là một huyện thuộc tỉnh İstanbul, Thổ Nhĩ Kỳ. Huyện có diện tích 239 km² và dân số thời điểm năm 2007 là 688774 người, mật độ 2882 người/km².